# Flärke-Bågasjön
Flärke-Bågasjön är en sjö i Örnsköldsviks kommun i Ångermanland och ingår i Moälvens huvudavrinningsområde. Sjön har en area på 0,324 kvadratkilometer och ligger 243 meter över havet.

## Delavrinningsområde
Flärke-Bågasjön ingår i det delavrinningsområde (703958-160026) som SMHI kallar för Utloppet av Bodtjärnen. Medelhöjden är 269 meter över havet och ytan är 8,72 kvadratkilometer. Räknas de 2 avrinningsområdena uppströms in blir den ackumulerade arean 12,9 kvadratkilometer. Sågbäcken som avvattnar avrinningsområdet har biflödesordning 3, vilket innebär att vattnet flödar genom totalt 3 vattendrag innan det når havet efter 67 kilometer. Avrinningsområdet består mestadels av skog (72 procent) och sankmarker (20 procent). Avrinningsområdet har 0,43 kvadratkilometer vattenytor vilket ger det en sjöprocent på 4,9 procent.